# Scheidegger
Vodopády Scheidegger (německy Scheidegger Wasserfälle) jsou kaskádové vodopády v Rohrachském údolí v okrese Lindau ve spolkové zemi Bavorsko na jihu Německa. Nacházejí se přibližně 1,5 kilometru od rakouských hranic. Vodopády se nacházejí na řece Rickenbach.
Vodopády jsou tvořeny několika schody, které jsou dohromady vysoké více než 40 metrů.

## Popis
Hlavní vodopády jsou tvořeny dvěma schody - prvním, který je vysoký 22 metrů a druhý vysoký 18 metrů.
Vodopády leží na malé říčce Rickenbach.

## Turistika
Dva hlavní vodopády se nacházejí nad turistickou oblastí, kde se nachází kontaktní minizoo a dětské hřiště.

## Ochrana
Geotop vodopádů Scheidegger byl Bavorským státním úřadem pro životní prostředí klasifikován jako geologicky cenný geotop (geotop č. 776R007). V roce 2004 byly vodopády Scheidegger také zahrnuty do seznamu 100 nejkrásnějších geotopů v Bavorsku.

## Přístup
Nad vodopády se nachází parkoviště pro turisty. Z parkoviště vede cesta k pokladně. Vstupné činí 2 € na osobu. Od pokladny vedou k vodopádům tři stezky - weg 1, 2 a 3.